# Hays (Kansas)
Hays é uma cidade localizada no estado americano do Kansas, no condado de Ellis, do qual é sede. Foi fundada em 1867 e incorporada em 1885. Seu nome é uma homenagem ao Forte Hays.

## Geografia
De acordo com o United States Census Bureau, a cidade tem uma área de 22 km², dos quais todos os 22 km² estão cobertos por terra.

### Localidades na vizinhança
O diagrama seguinte representa as localidades num raio de 28 km ao redor de Hays.

## Demografia
Segundo o censo nacional de 2010, a sua população é de 20 510 habitantes e sua densidade populacional é de 934 hab/km².

## Marcos históricos
A relação a seguir lista as 11 entradas do Registro Nacional de Lugares Históricos em Hays. O primeiro marco foi designado em 25 de janeiro de 1971 e o mais recente em 1 de abril de 2021.
- Chestnut Street Historic District
- Drees House
- First Presbyterian Church
- Fort Hays
- Gallagher House
- J.A. Mermis House
- Justus Bissing, Jr. Historic District
- Pawnee Tipi Ring Site and Golden Spring Beach
- Phillip Hardware Store
- St. Joseph's Church and Parochial School
- Washington Grade School